# 프레디 크루거
프레디 크루거(Freddy Krueger, /ˈkruːɡər/)는 가상 인물로, 나이트메어 영화 시리즈의 주요 반동인물이다. 그는 웨스 크레이븐에 의해 만들어졌으며 크레이븐의 《나이트메어》(1984)에서 감옥을 탈출한 후 피해자들의 부모들에게 불에 타 죽은 악령으로 처음 등장하였다. 크루거는 계속해서 꿈에서 피해자를 살해하고 현실 세계에서도 죽음을 초래한다. 꿈의 세계에서 그는 강력한 힘을 갖고 겉으로는 무적의 존재처럼 보인다. 그러나 현실 세계로 돌아오면 그는 보통의 인간과 같은 취약성을 가지며 파괴될 수 있다. 그는 일반적으로 화상을 입어 변형된 얼굴, 더러운 빨간색과 녹색 줄무늬 스웨터와 갈색 중절모자, 전매 특허와도 같은 금속 손톱이 달린 갈색 가죽 오른손 장갑으로 식별된다. 이 장갑은 크루거 본인이 고안한 것으로 직접 칼날을 용접하였으며, 이를 이용해 현실 세계와 꿈 세계 모두에서 많은 희생자를 살해하였다. 영화 시리즈가 진행되는 동안 프레디는 낸시 톰프슨과 앨리스 존슨을 포함해 반복 등장하는 여러 생존자들과 싸워왔다. 이 인물은 원작 영화 시리즈와 텔레비전 스핀오프인 《프레디의 악몽》(1988-90, Freddy's Nightmares)에서 로버트 잉글런드에 의해 일관되게 묘사되었다.
이 인물은 세상에 선을 보인 이후 장난감 라인, 만화책, 서적, 운동화, 의상, 비디오 게임에 등장하면서 빠르게 대중 문화 아이콘이 되었다. 2003년에 크루거는 《프레디 대 제이슨》에서 유사한 공포 아이콘인 제이슨 보히스와 함께 출연했다. 2010년에는 재키 얼 헤일리가 주연을 맡은 리부트 《나이트메어》가 개봉하였다.
위저드는 177호에서 프레디를 역대 최고의 악당 14위에 올렸으며, 영국 TV 채널 Sky2는 그를 8위로 평가하였다. 미국 영화 연구소(AFI)는 "AFI의 100년...100명의 영웅과 악당" 목록에서 그를 40위로 선정했다. 2010년에 프레디는 스크림상에서 최우수 악당(전 가장 사악한 악당) 부문 후보에 올랐다.